# 무룡초등학교
무룡초등학교는 대한민국 울산광역시 중구에 있는 초등학교다.

## 학교 연혁
- 2004.12.28 설립인가(6년제)
- 2005.03.01 25학급 편성(특수 1학급 포함)
- 2007.03.01 울산광역시교육청 지정 학교혁신 연구학교 운영
- 2009.04.02 울산광역시교육청 지정 유치원평가 연구학교 운영
- 2010.03.01 울산광역시교육청 지정 사교육없는학교 연구학교 및 자율학교 지정
- 2011.05.02 학생지도 2011년도 우수학교(한국교육과정평가원장상 수상)
- 2011.10.13 울산광역시교육청 지정 사교육없는학교 연구학교 보고회
- 2011.10.19 전국도서관 운영평가 우수학교 선정(대통령 표창 수상)
- 2011.12.20 사교육절감우수학교 선정 (한국교육개발원장 표창 수상)
- 2011.09.22 2011 대한민국 좋은 학교 박람회 참가
- 2012.10.17 2012 전국 도서관 평가 대회 특별상 수상
- 2013.09.01 제5대 김두남교장 부임
- 2013.11.22 울산광역시교육청 지정 사교육절감형 창의경영학교 연구학교 보고회
- 2013.12.09 2013 울산방과후학교 우수사례 발표회 은상(교육감 표창)
- 2013.12.26 학부모자원봉사활동 우수학교(교육감 표창)
- 2014.02.21 제9회 졸업(남 47명, 여 43명 계 90명, 총 1,081명)
- 2014.03.01 19학급(특수 1학급), 유치원 2학급 편성

## 폐교 논란
인접하는 많은 초등학교로 폐교 또는 학교통폐합논란이 있었지만 사실무근인것으로
확인되었다.